# Herbert Spencer
Herbert Spencer (født 27. april 1820 i Derby, død 8. december 1903 i Brighton) var en engelsk filosof, sociolog og liberalistisk politisk teoretiker. Han var en højt anset videnskabsmand og filosof i sin samtid, men er i dag bedst kendt for sin indflydelse på udviklingen af socialdarwinismen, en teori der påførte det evolutionsteoretiske princip om "survival of the fittest" (et term fremsagt af Spencer) på samfundsteori. Han bidrog til en bred vifte af fagområder, bl.a. etik, biologi, psykologi, politik, metafysik og religion. Spencer opfattes i dag som en af sociologiens fædre og kritiseres for at være et næsten perfekt eksempel på scientisme.

## Liv og gerning
Hans undervisning blev først forestået af faderen, en frisindet skolemand, senere af farbroderen, der ville forberede ham til universitetet. Denne vej ville Spencer imidlertid ikke gå. Allerede tidligt havde han næret stor interesse for naturvidenskabelige studier, hvor imod han stedse stod uforstående over for værdien af klassisk dannelse. 1837—1847 virkede han som ingeniør, særlig ved de større engelske jernbaneanlæg, men måtte atter opgive denne levevej. 1848—52 var han underredaktør ved ugeskriftet The Economist; i denne tid skrev han sit første større værk: Social Statics (1850), der vakte opsigt i videnskabelige kredse og bragte ham i forbindelse med mænd som Mill, Tyndall, Grote og særlig Huxley, Lewes og Eliot.

### Biologi
Af stor betydning for ham blev udarbejdelsen af Principles of Psychology (1855), i hvilket skrift han hævder arveligheden, der før kun var påagtet i særlige tilfælde, som en stedse virkende, betydningsfuld faktor. Udviklingstanken, det afgørende i hele hans filosofi, var han allerede 1839 ført ind på ved studiet af Charles Lyell og Lamarck, og den uddybedes omkring 1852 ved læsningen af Karl Ernst von Baers skrifter. I en afhandling: The Development Hypothesis (1852) hævder han udviklingen imod "skabelsen", og i en anden: A Theory of Population (samme år) hævder han kampen for tilværelsen som årsag til slægtens højere udvikling; Charles Darwin har selv nævnt ham blandt sine forgængere. Det blev nu Spencers tanke at anvende udviklingsbegrebet, han oprindelig, i tilslutning til Karl Ernst von Baers lov for den embryologiske udvikling, formulerede som en overgang fra mere ensartet til mere uensartet tilstand (differentiation), på alle områder, et program, han først udtalte i en afhandling: Progress, its Law and Cause (1857), og senere i et prospekt (1860) nøjere fremsatte som grundplanen til sit store værk, den "Syntetiske Filosofi" (10 bind 1860—96), der viser udviklingen i biologi, psykologi, sociologi og etik, og som det trods sygdom og økonomiske vanskeligheder lykkedes ham at fuldføre. I 1864 udgav han Principles of Biology (to bind).
Spencer var en stor beundrer af Darwin og det var Spencer der formulerede Darwins princip om naturlig udvælgelse med lemmaet survival of the fittest, en formulering som Darwin selv valgte at benytte i de senere udgaver af hans værker (men ikke i de tidligste). Selvom Spencer selv anså sig for at være Darwinist, afveg hans forståelse af evolutionen fra Darwins på flere punkter.

#### Udviklingsfilosofien
Dets første del, First Principles, udkom 1862. Arv og senere hjælp fra Amerika gennem hans ven Youmans hjalp ham over de første vanskelige år. I 1875 var alle økonomiske vanskeligheder forbi, men 1886—89 standsede Spencers sygdom atter arbejdet; i disse år dikterede han sin Autobiography (2 bind, udgivet 1904). Allerede længe før Spencer som gammel mand i 1896 lagde sidste hånd på sit hovedværk, nød han en stor anseelse, der sikkert nåede højdepunktet i slutningen af 1870’erne og i 1880’erne. Hans afhandlinger, for en del forarbejder til hovedværket, er samlede i Essays (3. udgave 1891) og giver egentlig et bedre indblik i hans tanker end hovedværkets brede fremstillinger. Spencers filosofi skulle efter planen danne et på erfaringens grund opført system; den skulle over for de forskellige fagvidenskaber betegne en stor generalisation, ikke så meget af disses resultater som af de synspunkter og metoder, der anvendtes. Grundsynspunktet fandt Spencer her i udviklingsbegrebet: at forstå en ting er at forstå, hvorledes den har udviklet sig. I sin erkendelsesteori anvender Spencer udviklingsbegrebet, hvor han søger at mægle mellem den engelske empirisme, væsentlig repræsenteret af Stuart Mill, og a priorismen, repræsenteret af Immanuel Kant, som Spencer kendte gennem Hamilton. Den engelske skole ville udlede alt af erfaringen, Kant hævdede med rette det aprioriske, erfaringens forudsætninger, der ikke kunne udledes af selve erfaringen. Her viser Spencer, at de erfaringer, slægten i mange generationer har gjort, nedfældes som dispositioner, og vil så på grundlag heraf hævde, at hvad der er a posteriori for slægten, er a priori for individet, en skinløsning, der hviler på en elementær forveksling af erkendelsesteori og psykologi, af begreberne a priori og medfødt.

#### Erkendelsens grænser
Det andet erkendelsesteoretiske grundproblem, Spencer har undersøgt, er problemet om erkendelsens grænser. Han har her udviklet Kants og Hamiltons tanke om erkendelsens relativitet. Vi erkender kun forhold, men just der ud fra slutter han, at det betingede, vi erkender, atter må stå i forhold til noget ubetinget uden for erkendelsens grænser. Om der overhovedet er noget, betinget eller ubetinget, uden for erkendelsens grænser, kan ikke hævdes ud fra det, at selve erkendelsen er betinget. Spencers lære, der skulle løse problemet om forholdet mellem videnskab og religion, gentager blot i skærpet form Kants slutninger.

### Udviklingslæren for samfundet
Inspireret af samtidens biologiske teorier forsøgte han på lignede vis at opstille en model for samfundet, hvor igennem man kunne analysere de forskellige udviklingsstadier, som et samfund gennemgår, fra det lavere, usammensatte til det mere kompleks og differentierende. I sin udviklingslære har Spencer til sin oprindelige tanke om udviklingen som differentiation føjet udviklingen som koncentration (integration), som overgang fra løsere til fastere sammenhæng, og sammenfattet disse to synspunkter til et tredje, udviklingen som determination, som overgang fra mere uordnet og ubestemt til mere ordnet og bestemt sammenhæng. Disse sideordnede synspunkter for udviklingen, som Spencer udleder af sætningen om energiens beståen, som han atter har forvekslet med den abstrakte årsagssætning, forsøger han at anvende på alle de forskellige videnskabers områder, forsøg, der har fremhævet meget af interesse, men også den uovervindelige vanskelighed for ethvert omfattende system: at een mand skal kunne beherske de forskellige fagvidenskaber.

### Etikken og sociologien
I etikken er Spencer tilhænger af den engelske velfærdsmoral; også her drager han det synspunkt, udviklingen giver, i forgrunden. Nøje forbunden med etikken er hans sociologi, hvor han, lige som i sin opdragelseslære, hævder betydningen af de naturlige i modsætning til de kunstige faktorer; særlig interesse har hans kritik af militarismen og socialismen.

### Politik
I sine politiske skrifter, f.eks. i The Man Versus the State, var Spencer fortaler for en radikal klassisk liberal filosofi.

## Kritik
- A Perplexed Philosopher af Henry George (1892)